# Isabel Pfeiffer-Poensgen

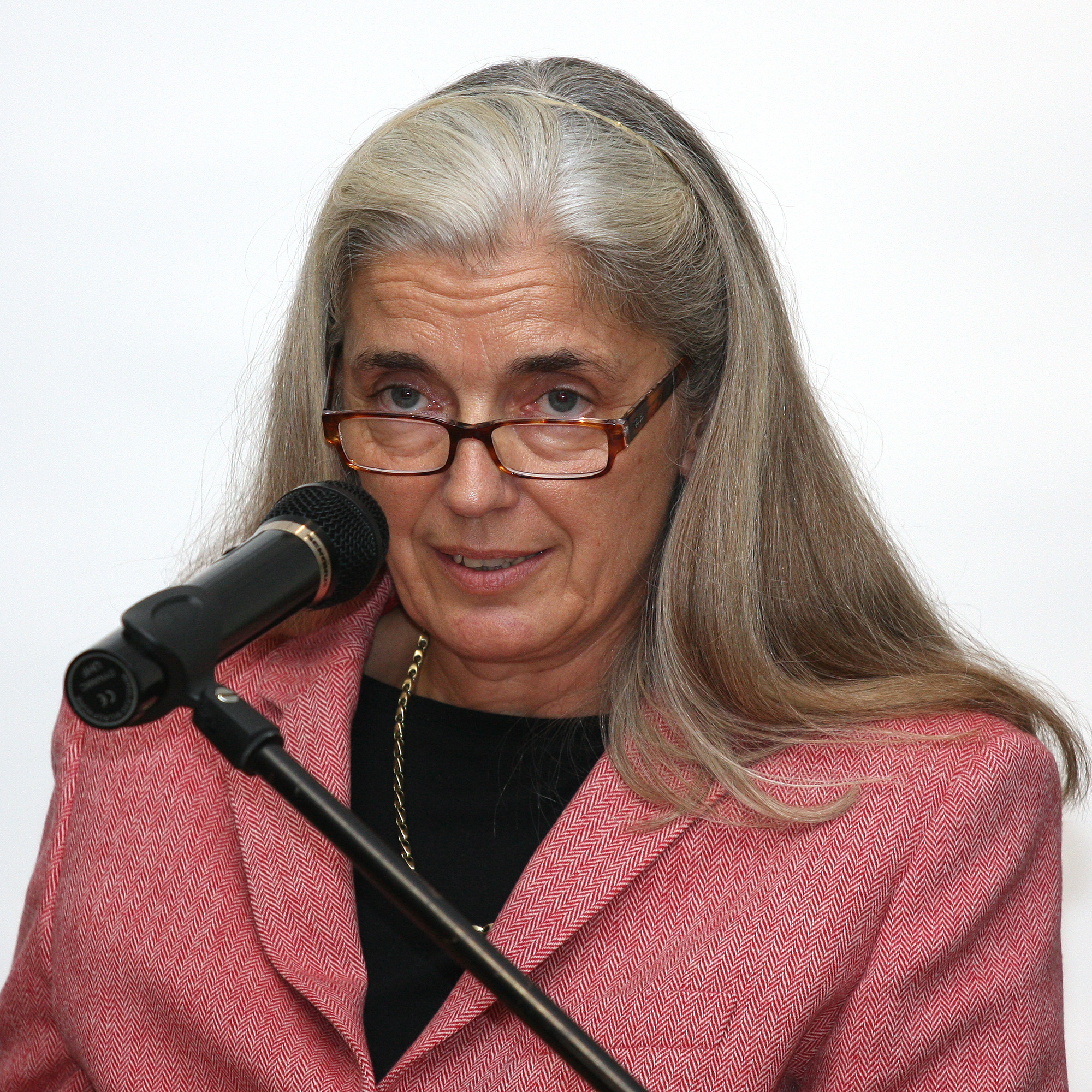
Isabel Pfeiffer-Poensgen, 2010

Isabel Pfeiffer-Poensgen (geb. Pfeiffer; * 25. April 1954 in Aachen) ist eine deutsche Politikerin (parteilos), Juristin und Verwaltungsbeamtin. Sie ist seit Oktober 2023 Geschäftsführerin der Carl Friedrich von Siemens Stiftung mit Sitz in München. Vom 30. Juni 2017 bis 29. Juni 2022 war sie Ministerin für Kultur und Wissenschaft des Landes Nordrhein-Westfalen. Zuvor war sie Generalsekretärin der Kulturstiftung der Länder.

## Leben

### Herkunft und Studium
Pfeiffer-Poensgen ist die Tochter des Aachener Kommunalpolitikers Jost Pfeiffer und Enkelin des Textilkaufmannes Kurt Pfeiffer. Ab 1972 studierte sie Rechtswissenschaften und Geschichte an den Universitäten Bonn, Lausanne und Freiburg im Breisgau. 1979 folgte das erste juristische Staatsexamen. Anschließend machte sie ihr Referendariat in Hamburg und New York City, das sie 1983 mit dem Assessorexamen abschloss.

### Berufliche Laufbahn
1985 wurde sie persönliche Referentin des Präses der Behörde für Wissenschaft und Forschung Hamburg und 1988 Forschungsreferentin für Geistes- und Sozialwissenschaften sowie für überregionale Forschungsförderung. 1989 übernahm Pfeiffer-Poensgen das Amt der Kanzlerin der Hochschule für Musik und Tanz Köln, die Leitung der Hochschulverwaltung und wurde Mitglied des Rektorates. Seit 1999 war Pfeiffer-Poensgen Beigeordnete für Kultur und Soziales der Stadt Aachen und seit 2002 sowohl Mitglied im Vorstand des Verbandes deutscher Musikschulen als auch Mitglied im Kulturausschuss des Deutschen Städtetages. Darüber hinaus ist sie Mitglied des Kuratoriums der Akademie Schloss Solitude in Stuttgart. Am 1. November 2004 trat Isabel Pfeiffer-Poensgen das Amt der Generalsekretärin der Kulturstiftung der Länder an. Seit 2020 ist sie Jury-Mitglied der Maecenas-Ehrung des Arbeitskreises selbständiger Kultur-Institute e. V. – AsKI.
Am 30. Juni 2017 berief Ministerpräsident Armin Laschet Pfeiffer-Poensgen zur Ministerin für Kultur und Wissenschaft des Landes Nordrhein-Westfalen. Sie behielt dieses Amt auch unter Laschets Nachfolger im Kabinett Wüst I. Am 29. Juni 2022 wurde Ina Brandes (CDU) im Zuge der Bildung des Kabinetts Wüst II zu ihrer Nachfolgerin im Ministeramt ernannt.

### Privates
Isabel Pfeiffer-Poensgen ist mit Hanfried Poensgen, dem Sohn des Diplomaten Gisbert Poensgen, verheiratet.

## Auszeichnungen
- 2024: Minervapreis des Fördervereins Museum Jülich für besondere Verdienste an der Schnittstelle von Kultur, Kunst, Wissenschaft und Wirtschaft[5]
- 2023: Pfeiffer-Poensgen erhielt den Deutschen Kulturpolitikpreis des Deutschen Kulturrats für ihr langjähriges, beharrliches und vielseitiges kulturpolitisches Engagement[6]
- 2018: Pfeiffer-Poensgen wurde vom Deutschen Hochschulverband zum „Wissenschaftsminister des Jahres 2018“ gewählt.[7]